# Peter Bonerz
Peter Bonerz est un réalisateur, acteur et scénariste américain né le 6 août 1938 à Portsmouth, New Hampshire (États-Unis).

## Filmographie

### Comme réalisateur

#### Cinéma
- 1981 : Nobody's Perfekt
- 1989 : Police Academy 6 : S.O.S. ville en état de choc (Police Academy 6: City Under Siege)

#### Télévision
- 1975 : When Things Were Rotten (série télévisée)
- 1976 : Good Heavens (en) (série télévisée)
- 1979 : Archie Bunker's Place (en) (série télévisée)
- 1983 : Likely Stories, Vol. 4 (série télévisée)
- 1984 : It's Your Move (série télévisée)
- 1984 : 1st & Ten (série télévisée)
- 1985 : The Recovery Room
- 1986 : Together We Stand (en) (série télévisée)
- 1986 : Sam suffit (en) (My Sister Sam) (série télévisée)
- 1988 : The Thorns (en) (série télévisée)
- 1988 : Sharing Richard
- 1989 : Doctor Doctor (Doctor Doctor) (série télévisée)
- 1990 : True Colors (série télévisée)
- 1991 : Papa bricole (Home Improvement) (série télévisée)
- 1992 : Room for Two (en) (série télévisée)
- 1992 : Flying Blind (en) (série télévisée)
- 1993 : Animaniacs (série télévisée)
- 1995 : Hope & Gloria (en) (série télévisée)
- 1995 : Une fille à scandales (The Naked Truth) (série télévisée)
- 1995 : Minor Adjustments (en) (série télévisée)
- 1996 : Pearl (en) (série télévisée)
- 1996 : Mr. Rhodes (en) (série télévisée)
- 1997 : Voilà ! (Just Shoot Me!) (série télévisée)
- 1997 : Un pasteur d'enfer (Soul Man) (série télévisée)
- 1998 : The Hughleys (en) (série télévisée)
- 1999 : Movie Stars (en) ("Movie Stars") (série télévisée)
- 2001 : Three Sisters (série télévisée)
- 2002 : The Sweet Spot (série télévisée)
- 2004 : The Stones (en) (série télévisée)

### Comme scénariste
- 1967 : Funnyman

### Comme acteur

#### Cinéma
- 1967 : Funnyman de John Korty : Perry
- 1969 : Qu'est-il arrivé à tante Alice ? (What Ever Happened to Aunt Alice?) de Lee H. Katzin : Mr. Bentley
- 1969 : Medium Cool de Haskell Wexler : Gus
- 1970 : Catch-22 de Mike Nichols : Capt. J.S. McWatt
- 1971 : Jennifer on My Mind de Noel Black : Sergei
- 1972 : Les Poulets (Fuzz) de Richard Colla : Buck
- 1980 : Serial (en) de Bill Persky : Dr Leonard Miller
- 1981 : Nobody's Perfekt de Peter Bonerz : Randall Kendall
- 1999 : Man on the Moon de Miloš Forman : Ed. Weinberger

#### Télévision
- 1970 : A Storm in Summer de Robert Wise : Stanley
- 1971 : Story Theatre (série télévisée)
- 1976 : How to Break Up a Happy Divorce (en) (TV) : Carter Dowling
- 1978 : The Bastard de Lee H. Katzin : Girard
- 1979 : Mirror, Mirror : Andrew McLaren
- 1982 : Your Place... or Mine : Phil
- 1982 : 9 to 5 (série télévisée) : Franklin Hart (1982-1983)
- 1986 : Circle of Violence: A Family Drama (en) (TV) : Pete Benfield
- 1989 : Dad's a Dog
- 1991 : The Bob Newhart Show 19th Anniversary Special : Dr Jerry Robinson
- 2001 : Three Sisters (en) (série télévisée) : George Bernstein-Flynn